# Bisdom Crato
Het bisdom Crato (Latijn: Dioecesis Cratensis) is een rooms-katholiek bisdom met als zetel Crato, in Brazilië. Het bisdom is suffragaan aan het aartsbisdom Fortaleza.

## Geschiedenis
Het bisdom werd opgericht op 20 oktober 1914, uit delen van het bisdom Fortaleza.

## Parochies
Het bisdom had in 2021 een oppervlakte van 17.894 km2 en telde 1.057.557 inwoners waarvan 80,0% rooms-katholiek was.

## Bisschoppen
- Quintino Rodrigues de Oliveira e Silva (10 maart 1915 - 29 december 1929)
- Francisco de Assis Pires (11 augustus 1931  - 11 juli 1959)
- Vicente de Paulo Araújo Matos (28 januari 1961 - 1 juni 1992; hulpbisschop sinds 21 april 1955)
- Newton Holanda Gurgel (24 november 1993 - 2 mei 2001; hulpbisschop sinds 10 april 1979)
- Fernando Panico (2 mei 2001 - 28 december 2016)
- Gilberto Pastana de Oliveira (28 december 2016  - 2 juni 2021; coadjutor sinds 18 mei 2016)
  - José Vicente Pinto de Alencar da Silva (administrator: 20 juli 2021 - 19 februari 2022)
- Magnus Henrique Lopes (12 januari 2022 - heden)

Fortaleza (aartsbisdom) · Crateús · Crato · Iguatu · Itapipoca · Limoeiro do Norte · Quixadá · Sobral · Tianguá